# فناء (فلم)
فناء (بالإنجليزية: fanaa) بالهندية फ़ना وهو فيلم رومانسي من إنتاج بوليوود عام 2006م يقوم بالأدوار الرئيسية فيه كاجول وعامر خان وتدور أحداثه في كشمير حول النزاع السياسي الهندي الباكستاني على المنطقة في نفس وقت محاولات الكشميرين الاستقلال.

## القصة
ريحان (أمير خان) كشميري يتنكر في مهنة مرشد سياحي في المزارات الهندية حيث يتمكن من تصوير تلك المناطق بيسر ومن ثم يساهم في عمليات تفجيرية بتحريض من جده الذي يعد قائده في العمليات الكشميرية الهادفة للاستقلال عن الهند وباكستان معا، وأثناء عمله يقابل زويا (كاجول) فتاة جميلة لكنها عمياء في زيارتها الأولى للهند بمناسبة مشاركتها في حفل سنوي تقيمه الدولة وخلال رحلتها تتعلق بالمرشد السياحي ريحان حيث تجده يغازلها بالكثير من الأشعار والفصائد التي تعصف بعواطفها وتجعلها تقع في حبه دون إدراكها لهويته الحقيقية، وهي نفس المشاعر التي يشاركها إياها ريحان ويشعر بها لأول مرة لذلك حاول بكل جهده إبعادها عنه وتحذيرها من نفسه إلا أنها لاحقته ووقعا في علاقة غير شرعية وفي طريق عودتعما من الرحلة سمع وي إنقجار فقد فيه ريحان وظنت زويا أنه قتل. وبعد أشهر أنجبت زويا ابنهما الذي أسمته على اسم حبيبها ريحان وعاشت معه ووالدها 10 سنوات في كوخ جبلي حتى ظهر حبيبها ريحان من العدم فاقدا للذاكرة في مرتفع جبلي ورغم غضبها منه سامحته وتمسكت به حتى اكتشفت حقيقته ومخططاته ضد بلادها فاضطرت للتضحية بحبها الوحيد والذي كان سبب شفاءها من العمى وتمنعه من القيام بالمزيد من الجرائم.

## التوزيع
- عامر خان : ريهان قدري
- كاجول :  زونى علي بيك
- تابو : ماليني تايجى
- لارا دوتا : زينات (مشاركة)
- سنايا إيراني : بوبو

## روابط خارجية
- مقالات تستعمل روابط فنية بلا صلة مع ويكي بيانات